# Valentín González
Valentín González González, conegut com el Campesino (Malcocinado, Badajoz, Extremadura, 1909 - Madrid, 1983) fou un militar comunista espanyol.

## Biografia
Valentín González González, va néixer a Malcocinado (Badajoz) el 1909. Se li coneix un matrimoni del qual van néixer tres fills, que van desaparèixer durant la Guerra civil espanyola. Miner a les mines de Peñarroya-Pueblonuevo, va militar en el Partit Comunista d'Espanya.
Fill d'un jornaler anarquista afiliat a la CNT (a qui, junt amb la seva filla, els franquistes mataren amb el garrot el 1937), milità primer a la CNT.
Feu el servei militar destinat a l'exèrcit del Marroc, en la guerra del Rif. Es va incorporar a la Marina i després a la Legió, on aprèn formació militar i guerrillera. Empresonat per matar un sergent que li havia pegat, aconsegueix fugir de la presó i es passa als homes d'Abd-el-Krim. És capturat però evita l'afusellament gràcies a l'amnistia de 1926 pel final de la guerra.
En 1929 viatja per Andalusia, Castella i Extremadura, amb l'objectiu de mobilitzar els seus habitants. Cap a 1930 deixa la CNT i ingressa en el Partit Comunista d'Espanya; emigra a Madrid, on treballa com a manobre. Durant la II República continua la seva activitat política dins del PCE, on forma una milícia, que entrena en el maneig d'armes i formes de combat i intenta donar suport a l'alçament d'Astúries de 1934 des de Madrid. És empresonat a la Presó Model de Madrid, on coneix diversos dirigents republicans. Beneficiat de l'amnistia de 1936, continua formant una unitat de milicians amb els quals, des del mateix 18 de juliol, s'adhereix als defensors de la república.
Durant la Guerra civil, va dirigir el Cinquè Regiment, va coincidir amb Emílio Álvarez Canosa que va comandar la 10na.11na, la 34a. i la 46a divisions. Va participar en les batalles de Guadalajara, Brunete i Belchite, en les quals va ser ferit. Es va forjar una llegenda entorn del seu nom. Participà en la batalla de Terol, de la qual va retirar-se precipitadament, fet pel qual fou criticat. Tingué també participació en la defensa de Lleida, després de la qual, tot i la caiguda i les crítiques rebudes per la seva actuació com a comandant, la divisió fou condecorada, i prengué part en els preparatius de la Batalla de l'Ebre, amb grau de tinent coronel, però fou destituït. Tingué enfrontaments amb els seus superiors, Juan Modesto i Enrique Lister, que en qüestionaren els mèrits i qualitats. Un cop destituït acabà la seva activitat en l'exèrcit republicà.
En acabar la guerra escapà en un vaixell rumb a l'URSS el 1939 i ingressà a l'Escola Superior de Guerra amb el rang de comandant de brigada, fins que en fou expulsat per problemes disciplinaris amb els autoritats soviètiques. Després d'un intent fallit de fugida via Iran fou capturat per l'SMERSH, el departament de contraintel·ligència soviètic) i va ser internat al camp de treball de Vorkutà. Aconseguí escapar de l'URSS el 1949 a través de la frontera iraniana, i va viure a l'exili a França.
En el seu període a l'exili participà en diverses activitats contra el règim de Franco, en l'organització de grups guerrillers que tenien per objectiu entrar en combat al sud de la frontera. El 9 d'agost de 1961 un grup de maquis s'enfrontà amb la Guàrdia Civil a la central elèctrica del pantà d'Irabia, Navarra, i van causar un mort i diversos ferits entre els agents. Valentín González González comparegué davant la premsa a París per a reivindicar l'acció i anunciar una ofensiva guerrillera, que mai es produí.
Retornà a Espanya el 1977, on descobrí que la seva dona i fills seguien vius.
Els darrers temps donà suport al PSOE de Felipe González.
Morí a Madrid el 1983.

## Obres
- Vida y muerte en la URSS (1939-1949) (Autobiografia) (1950).
- Yo escogí la esclavitud (Ciudadela Libros, 2007).